# Tiago Mitraud
Tiago Lima Mitraud de Castro Leite (Brasília, 15 de agosto de 1985) é um administrador e político brasileiro, filiado ao Partido Novo (NOVO). Nas eleições de 2018, foi eleito deputado federal por Minas Gerais. e em 2022 foi candidato a vice-presidente na chapa de Felipe D’Avila.

## Biografia

### Carreira profissional
Tiago formou-se em Administração pela Universidade Federal do Paraná (UFPR) e concluiu o Programa de Desenvolvimento de Lideranças da Harvard Business School. Mitraud atuou como presidente da Brasil Júnior, em 2010; como Gerente de Produto na Fundação Estudar entre 2011 e 2014; e Diretor Executivo do mesmo estabelecimento entre 2015 e 2017.

### Carreira política
Em 2018, Tiago Mitraud concorreu a sua primeira eleição para o cargo de deputado federal por Minas Gerais, obtendo êxito na disputa com 71.901 votos.
Declara-se como um político de postura liberal. Embora tenha defendido a política econômica do governo de Jair Bolsonaro ao início do mandato, ⁣ o deputado alegou apoiar a abertura de processo de impeachment do presidente em 2021 . Com seu partido, é contra que categorias como policiais federais tenham regras diferenciadas para aposentadoria , além disso, Mitraud considera a reforma administrativa fundamental, alegando que certos profissionais do setor público ganham mais do que o dobro que profissionais de mesmo cargo no setor privado e que a redução dos salários ao nível do setor privado valorizaria os bons profissionais. Em julho de 2022, foi escolhido como candidato a Vice-Presidente na chapa de Luiz Felipe d'Avila. 
Na ultima sessão como parlamentar, o deputado apresentou um projeto de lei PL 3081/2022 que revoga e altera leis com a finalidade de "desregulamentar profissões e atividades que  não ofereçam risco à segurança, à saúde, à ordem pública, à incolumidade individual e patrimonial".